# Burhinus oedicnemus

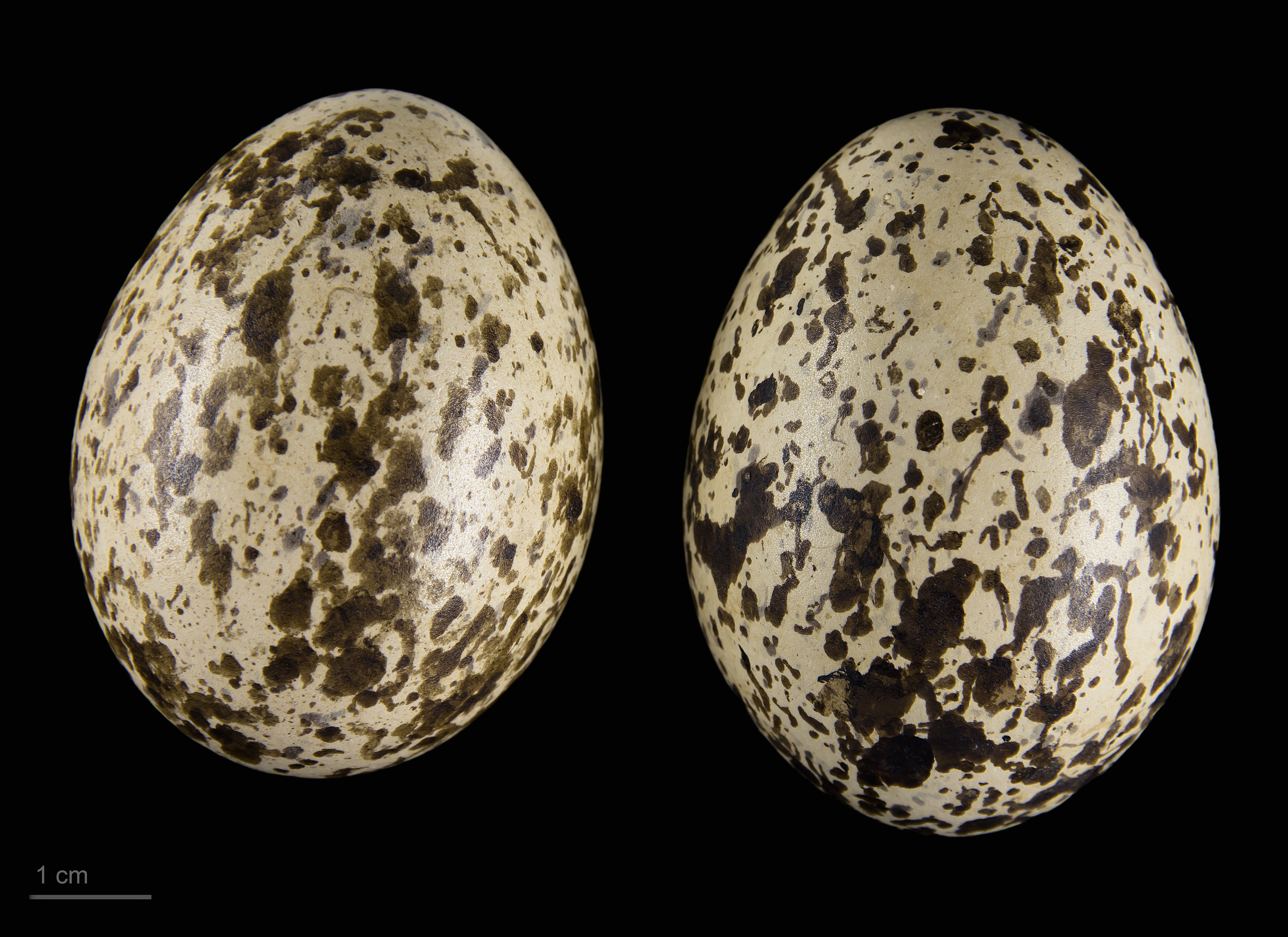
Uova di Burhinus oedicnemus oedicnemus

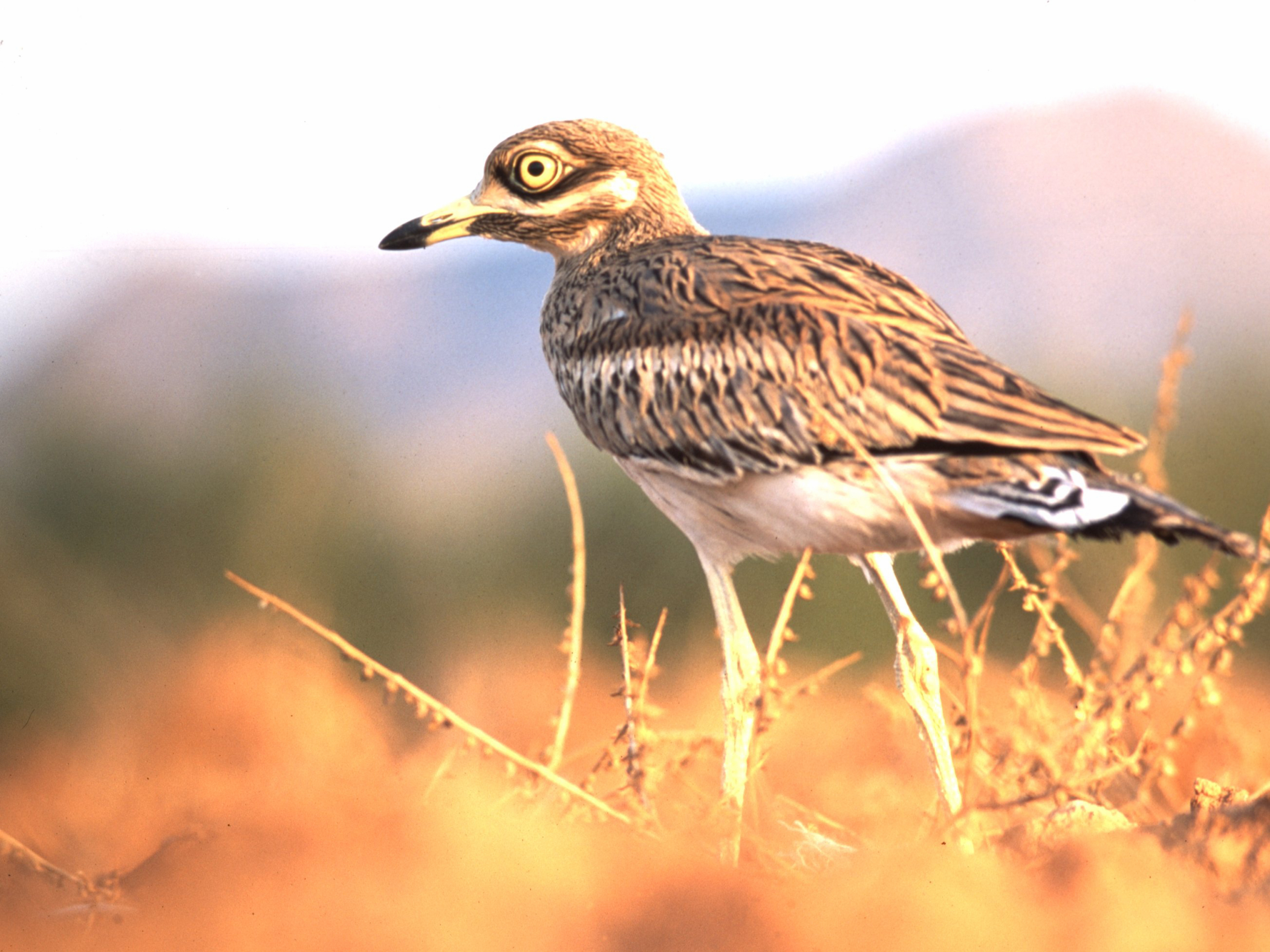
Occhione comune

L'occhione comune (Burhinus oedicnemus, (Linnaeus 1758)) è un uccello della famiglia dei Burhinidae.

## Sistematica
L'occhione ha 10 sottospecie:
- Burhinus oedicnemus oedicnemus
- Burhinus oedicnemus saharae
- Burhinus oedicnemus jordansi
- Burhinus oedicnemus theresae
- Burhinus oedicnemus astutus
- Burhinus oedicnemus insularum
- Burhinus oedicnemus harterti
- Burhinus oedicnemus distinctus
- Burhinus oedicnemus indicus
- Burhinus oedicnemus mayri

## Aspetti morfologici
Si tratta di un uccello dalla corporatura massiccia, becco robusto e lunghe zampe da corridore.
La lunghezza del corpo oscilla tra i 38–45 cm e ha un'apertura alare di 76–88 cm.
Possiede un manto mimetico che gli consente di rendersi invisibile acquattandosi nel terreno.
Ad ali chiuse si nota facilmente una banda bianca orizzontale che attraversa metà dell'ala.
In volo ha un disegno caratteristico: ali arcuate con disegni bianche sulle primarie nere.

## Distribuzione e habitat
L'occhione è visibile in Europa, Asia sud America ed Africa. In Italia nidifica in varie regioni, in habitat costituiti da spazi aperti e collinari.
Nidifica sul suolo, per lo più nei greti dei fiumi o torrenti asciutti, con ciottoli.

## Biologia
L'occhione emette il suo caratteristico verso "turlip", nelle ore serali, dopo che il sole è quasi tramontato.

### Cibo ed Alimentazione
L'occhione si nutre di coleotteri, di vermi, di anfibi o ancora di roditori.

### Riproduzione
A seconda della latitudine nidifica (depone) tra la fine di marzo sino ad inizio settembre. Effettua di norma 1 covata e talvolta una seconda in tarda estate. Depone 2 uova sul nudo terreno utilizzando diversi ambienti (greto di fiumi, incolti, pascoli, seminativi tardivi, etc.) talvolta tra le pietre del suolo, da questo deriva il nome inglese di Stone curlew, che significa "chiurlo delle pietre". I pulli sono in grado di abbandonare il nido dopo poche ore (nidifughi) e prima di acquisire il volo pieno devono trascorrere almeno 45-60 gg.

### Spostamenti
Si riproduce in Asia, Europa e Nord-Africa, mentre passa l'inverno nell'Africa australe con l'eccezione di alcune zone in cui è stanziale.

## Status e conservazione
È specie particolarmente protetta ai sensi della legge 157 dell'11 febbraio 1992.

## Galleria d'immagini

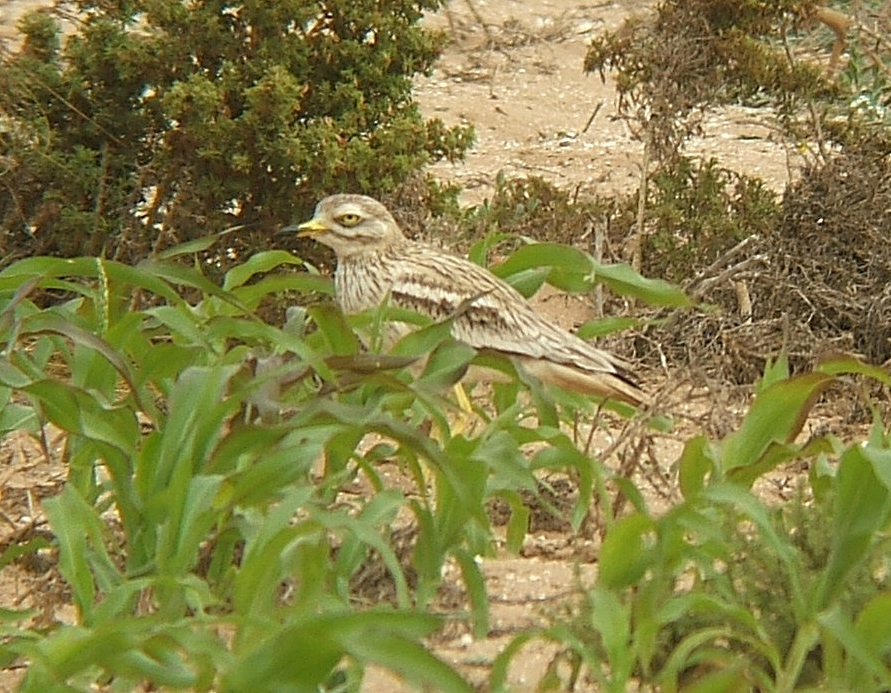
Burhinus oedicnemus oedicnemus
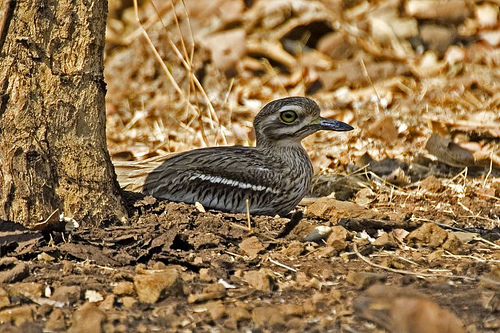
Burhinus oedicnemus indicus
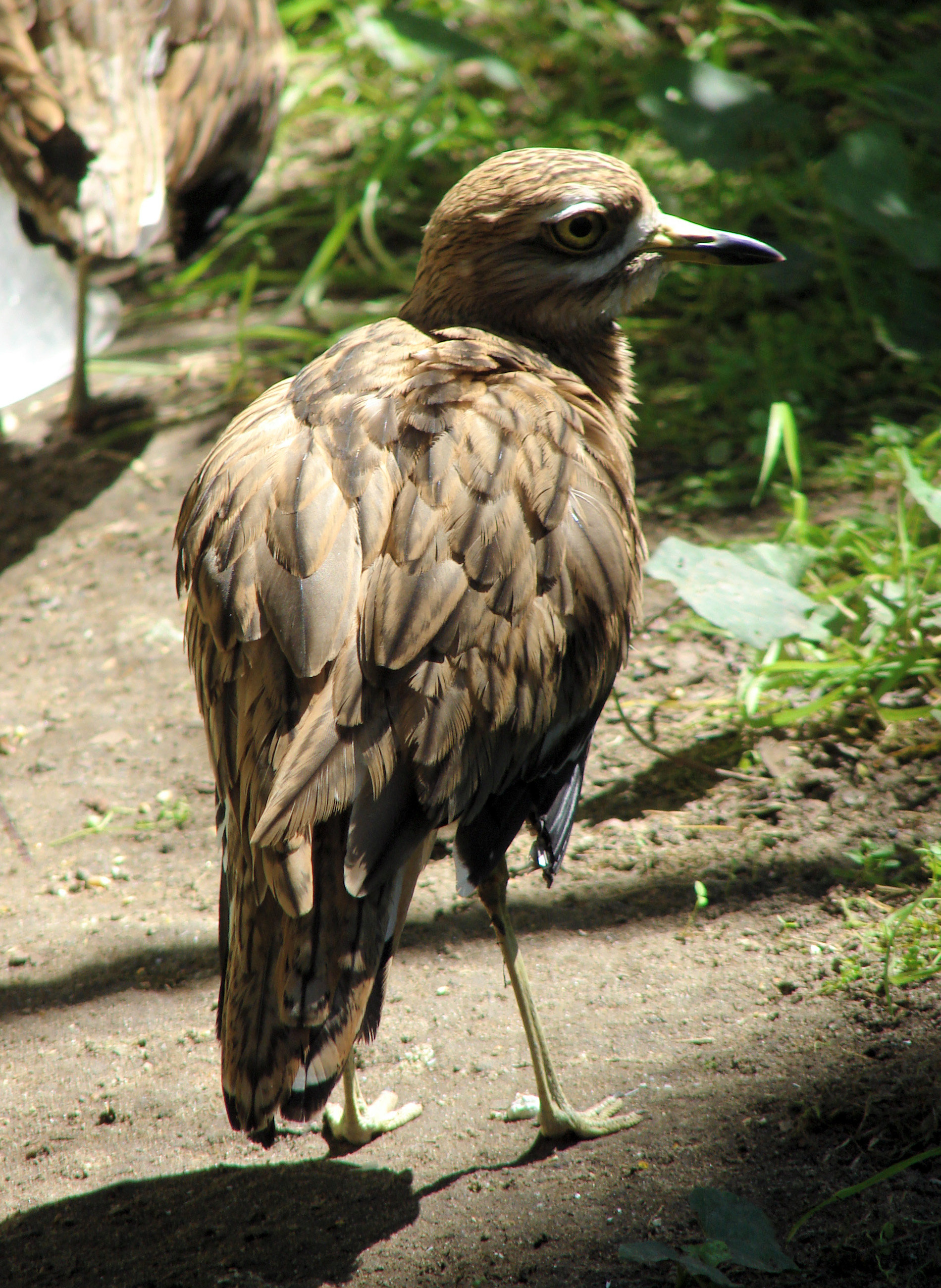
Burhinus oedicnemus oedicnemus
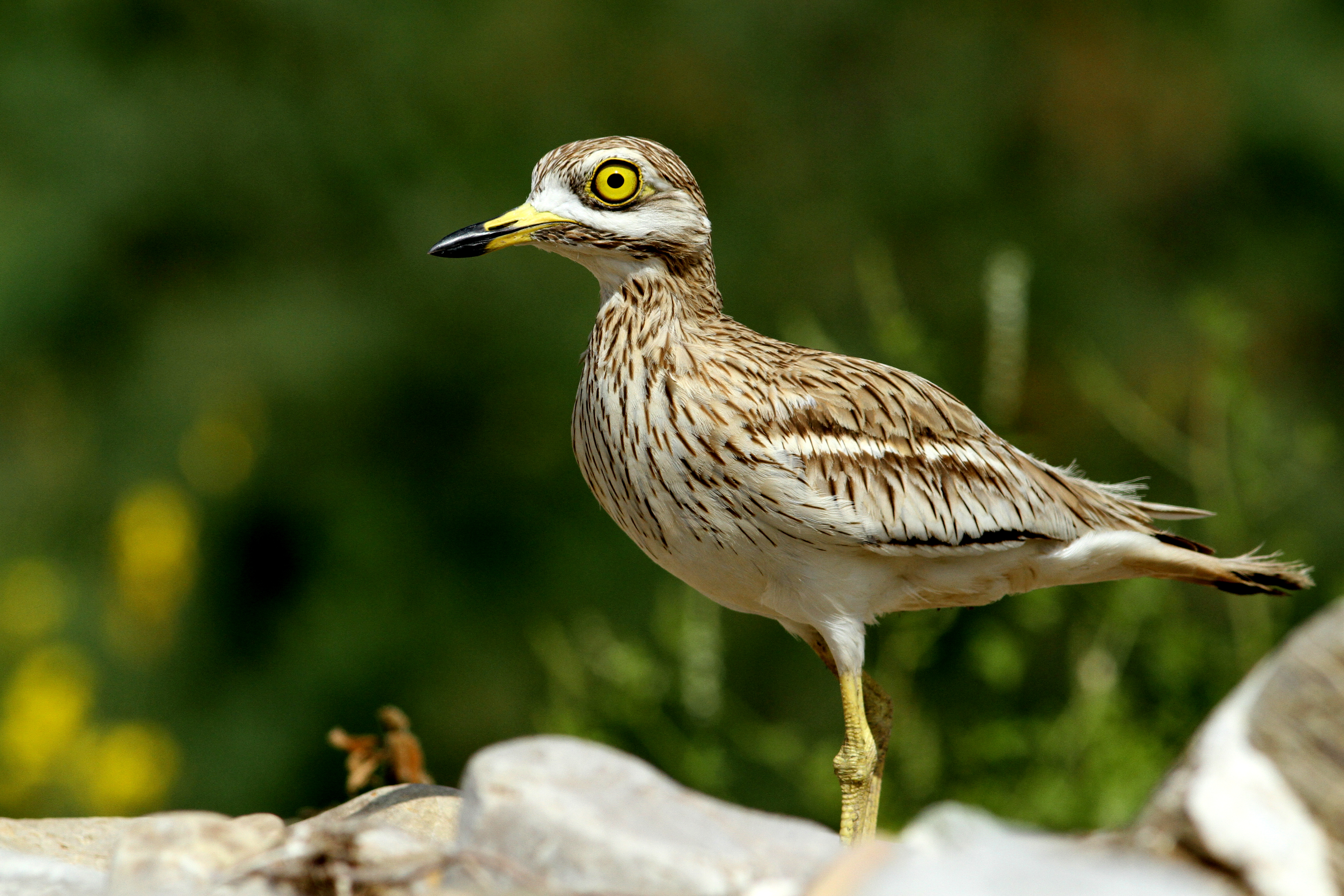
Individuo in epoca riproduttiva (fotografia di Massimo Biondi)